# NGC 5947
NGC 5947 (другие обозначения — UGC 9877, MCG 7-32-19, ZWG 222.19, IRAS15288+4253, PGC 55274) — галактика в созвездии Волопас.
Этот объект входит в число перечисленных в оригинальной редакции «Нового общего каталога».